# 怒りの河
『怒りの河』（いかりのかわ、原題：Bend of the River）は、1952年制作のアメリカ合衆国の西部劇映画。
『ウィンチェスター銃'73』に続いてアンソニー・マン監督、ジェームズ・スチュアート主演で製作された。

## あらすじ
グリン・マクリントックはかつては無法者だったが、今はオレゴン州へ移動する開拓団の道案内人を務めている。
ある日、グリンは縛り首にされかけている1人の男を救った。彼は無法者として悪名高い、エマーソン・コールという男だった。
グリン一行はポートランドに到着したが、コールは土地の顔役ヘンドリックスの賭場に居着いてしまう。
冬が迫って来た頃、開拓団長のジェレミーとグリンはヘンドリックスと契約した食料がなかなか来ないのを不審に思い、ポートランドに様子を見に行った。すると、ポートランドは砂金景気に沸いており、開拓団に売られるはずの食料は砂金掘りの人足たちに売られかけていた。
グリンは食料を奪取するが、コールはグリンを殺そうと謀る。

## キャスト
| 役名                   | 俳優                     | 日本語吹替                                  | 日本語吹替                                                                          | 日本語吹替                        |
| 役名                   | 俳優                     | NETテレビ版                                 | フジテレビ版                                                                        | ソフト版                          |
| ---------------------- | ------------------------ | ------------------------------------------- | ----------------------------------------------------------------------------------- | --------------------------------- |
| グリン・マクリントック | ジェームズ・スチュアート | 浦野光                                      | 浦野光                                                                              | 野島昭生                          |
| エマーソン・コール     | アーサー・ケネディ       | 小林清志                                    | 家弓家正                                                                            | 青山穣                            |
| ローラ                 | ジュリー・アダムス       | 白坂道子                                    | 鈴木弘子                                                                            | 安藤麻吹                          |
| トレイ・ウィルソン     | ロック・ハドソン         | 広川太一郎                                  | 野田圭一                                                                            | 佐久田修                          |
| マージ                 | ロリ・ネルソン           |                                             | 高橋直子                                                                            | 斎藤梨絵                          |
| ジェレミー             | ジェイ・C・フリッペン    |                                             | 富田耕生                                                                            | 宝亀克寿                          |
| メロー                 | チャビ―・ジョンソン      |                                             | 槐柳二                                                                              | 長島雄一                          |
| トム・ヘンドリックス   | ハワード・ペトリ―        |                                             |                                                                                     | 水野龍司                          |
| ショーティー           | ハリー・モーガン         |                                             |                                                                                     |                                   |
| ロング・トム           | ロイヤル・ダノ           |                                             |                                                                                     |                                   |
| プレンティス夫人       | フランシス・ベイヴィア   |                                             |                                                                                     |                                   |
| その他                 |                          |                                             | 寺島幹夫 牧野和子 北村弘一 加藤修 石井敏郎 渡部猛 矢田耕司 村松康雄 中山愛子 徳丸完 | 中博史 後藤哲夫 古田信幸 遠藤純一 |
|                        |                          |                                             |                                                                                     |                                   |
| 演出                   | 演出                     |                                             | 山田悦司                                                                            |                                   |
| 翻訳                   | 翻訳                     |                                             | 山田実                                                                              |                                   |
| 効果                   | 効果                     |                                             | 赤塚不二夫                                                                          |                                   |
| 調整                   |                          |                                             |                                                                                     |                                   |
| 制作                   | 制作                     |                                             | グロービジョン                                                                      |                                   |
| 解説                   | 解説                     |                                             | 前田武彦                                                                            |                                   |
| 初回放送               | 初回放送                 | 1968年4月6日 『土曜西部劇』 ※第一回放送作品 | 1972年11月24日 『ゴールデン洋画劇場』                                               |                                   |